# Девети словеначки корпус НОВЈ
Девети словеначки корпус био је корпус Народноослободилачке војске Југославије формиран наредбом Врховног команданта НОВ и ПОЈ Јосипа Броза Тита од 31. и 32. словеначке дивизије, Бришко-бенешког, Јужноприморског, Горењског, Западнокорушког НОП одреда и Италијанског батаљона „Триестино д'асалто“, у укупној јачини од 6800 бораца. Крајем јануара 1944. Tридесет друга словеначка дивизија преименована је у Тридесету.
Први командант корпуса био је Ладо Амброжич, а политички комесар Душан Кведер.
До априла 1945, корпус је био под командом Главног штаба Словеније. Оперативно подручје корпуса обухватало је територију Словеначког приморја, словеначке Истре, Трста, Бенешке Словеније, Резије, западне Горењске и западне Корушке.
Због великог стратешког значаја тог подручја, кроз које су ишле значајне саобраћајне везе на италијански и Источни фронт и до Трста као значајне луке, немачко заповедништво га је запосело јаким војним, полицијским и квислиншким снагама, успоставило низ упоришта и предузимало сталне офанзивне акције на ослобођену територију.

## Борбени пут корпуса
До средине јануара 1944, корпус је ангажовао 30. дивизију на рушење комуникација у долини Соче, док је 31. дивизија дејствовала у Горењској до Саве. Ради одбацивања јединица корпуса од комуникација, немачке снаге продрле су средином јануара на шире подручје око Випавске долине и Пивке. До краја јануара, јединице корпуса водиле су тешке одбрамбене борбе око Трнова, Предмеје и осталих места у околици, а фебруара је 30. дивизија упућена у Бенешку, док је 31. дивизија вршила мобилизацију нових бораца у Випавској долини и Пивки. После повратка 30. дивизије из Бенешке Словеније, јединице корпуса покренуле су офанзиву на непријатељска упоришта, која је с прекидима трајала до краја 1944. године. У том периоду, поред осталих, била су уништена непријатељска упоришта Дорнберк, Табор, Првачина и Волчја Драга у Випавској долини, Рибно, Коритно, Горје и Средња Вас у околини Бледа, Рихемберк 21. јула, Чрни врх 1. септембра, Пољане 21. октобра, Железники 22. новембра и остало. За то време, избачене су из употребе железничке пруге Горица–Јесенице, Горица–Рихемберк–Трст и преко 50 саобраћајних објеката на тим пругама.
У 1944. години, корпус је посветио велику пажњу организационом учвршћивању својих јединица и изградњи команданог кадра. Основане су официрска и подофицирска школа, кроз које је прошла већина руководилаца из јединица овог корпуса. У саставу корпуса, 13. марта био је формиран Атиљеријски дивизион, а почетком јуна Артиљеријска бригада од два дивизиона. У првој половини децембра је била расформирана и по дивизионима додељена 30. и 31. дивизији, да би се поновно формирала средином јануара 1945. године. У децембру је у састав корпуса ушла италијанска партизанска дивизија „Гарибалди Натисоне“.
У 1945. години, снаге Вермахта су заједно са снагама Српског добровољачког корпуса, Власовљеве Руске ослободилачке армије, четницима и усташама, предузели неколико продора на слободну територију корпуса, а 19. марта отпочели су последњу и најжешћу офанзиву на његово подручје. У непрекидним тешким борбама до 3. априла, нарочито на подручју око Церкна, у Трновском Гозду и на Бањшкој планоти, јединице Деветог корпуса претрпеле су тешке губитке. У то време, корпус је у оперативном погледу био потчињен Штабу Четврте армије ЈА.
Од 21. до 24. априла, јединице корпуса ликвидирале су непријатељска упоришта на Бањској планоти и у западном делу Черпованске долине. У наступнају према југу и западу, корпус је са 30. дивизијом до 27. априла избио на Коменски крас и учествовао у ослобођењу Опчина и Трста од 29. априла до 1. маја, а са 31. дивизијом у ослобођењу Набрежине 30. априла, Монфалконеа и Горице 1. маја.

## Одликовања
Указом председника Републике Словеније 1997. Девети словеначки корпус одликован је Златним орденом слободе Републике Словеније, највишим словеначким одликовањем.